# Lydia Schlosser
Lydia Schlosser (* 6. Januar 1897 in Schwollen; † 1988 in Ottweiler), geborene Sohni, war eine deutsche Widerstandskämpferin gegen den Nationalsozialismus.

## Leben
Lydia Sohni wuchs im Landkreis Birkenfeld als eines von fünf Kindern eines Müllers auf. Nach der Volksschule arbeitete sie als Hausgehilfin und heiratete 1920 Heinrich Schlosser aus Ottweiler. Lydia Schlosser wurde in den 1920ern zu einem Monat und drei tagen Haft verurteilt, weil sie sich an einer illegalen Demonstration gegen den Abbtreibungsparagrafen im StGB teilgenommen hatte. Ein Amnestieerlass sorgte jedoch dafür, dass sie die Strafe nicht absitzen musste. 1930 wurde sie Mitglied der KPD und wurde Obfrau der Arbeiter-Zeitung. Zugleich engagierte sie sich im Abstimmungskampf im Saargebiet für den Status quo, als den Verbleib als Völkerrechtsmandatgebiet. Exilanten aus dem Deutschen Reich unterstützte sie.
1934 wurde sie als Nachrückkandidat Abgeordnete im Stadtrat von Ottweiler. Dort geriet sie mehrfach mit der Deutschen Front in Konflikt, die sie auch mit dem Tode bedrohten. Kurz nach der Saarabstimmung floh sie zusammen mit ihrem Mann und ihren Kindern Fritz, Dora und Erna nach Frankreich. Dort knüpfte sie in Charbonnier-les-Mines Kontakte zu Widerstandsgruppen und unterstützte materiell die Internationalen Brigaden. Sie wurde am 20. Mai 1940 im Camp de Gurs interniert und am 11. Juli wieder entlassen. Sie ging nach Charbonnier zurück, wo sie 1941 von der Gestapo festgenommen wurde und nach Saarbrücken gesandt wurde. Dort wurde ihr am 15. Oktober 1941 der Prozess gemacht und sie wurde zu einem Jahr und drei Monaten Gefängnis verurteilt, die sie im Gefängnis Gotteszell in Schwäbisch Gmünd absaß. Nach Verbüßung ihrer Haftstrafe wurde sie in Schwollen von Verwandten aufgenommen und mit ihrer Familie wiedervereinigt.
Nach dem Krieg arbeitete Schlosser als Hausmeistern in der Evangelischen Schule in Ottweiler. Sie wurde wieder Obfrau, diesmal für das KPS-Parteiorgan Neue Zeit. Diese wurde am 9. April 1957 verboten.